# بشابش (الجميمة)

تعديل مصدري - تعديل

بشابش هي إحدى قرى عزلة خطوه الحمارين بمديرية الجميمة التابعة لمحافظة حجة، بلغ تعداد سكانها 229 نسمة حسب تعداد اليمن لعام 2004.